# Stephen Egerton
Stephen Egerton, pseudonimo di Stephen Patrick O'Reilly (2 settembre 1964), è un chitarrista statunitense.
È il chitarrista dei Descendents e degli ALL, la band che nacque dopo il secondo scioglimento dei Descendents, nel 1989. Egerton si unì ai Descendents dopo la pubblicazione del loro disco Enjoy!, lasciando la sua precedente band, i The Massacre Guys e seguendo il bassista Karl Alvarez. Ha suonato in tutti gli album degli ALL e su ALL, Everything Sucks e Cool to Be You dei Descendents. Dal 2006 suona nei 40 Engine insieme al cantante degli ALL, Scott Reynolds. L'arrivo di Alvarez e Reynold ai Descendents è stato un punto di svolta per la band verso il pop punk

## Discografia
| Data | Titolo             | Etichetta        | Gruppo          |
| 1987 | ALL                | SST Records      | Descendents     |
| 1988 | ALLroy Sez         | Cruz Records     | ALL             |
| 1988 | Liveage            | SST Records      | Descendents     |
| 1988 | Two Things at Once | SST Records      | Descendents     |
| 1989 | Trailblazer        | SST Records      | ALL             |
| 1989 | Hallraker          | SST Records      | Descendents     |
| 1989 | ALLroy's Revenge   | Cruz Records     | ALL             |
| 1990 | ALLroy Saves       | Cruz Records     | ALL             |
| 1991 | Somery             | SST Records      | Descendents     |
| 1992 | Percolater         | Cruz Records     | ALL             |
| 1993 | Breaking Things    | Cruz Records     | ALL             |
| 1995 | Pummel             | Cruz Records     | ALL             |
| 1996 | Everything Sucks   | Epitaph Records  | Descendents     |
| 1998 | Mass Nerder        | Cruz Records     | ALL             |
| 1999 | Best of ALL        | Cruz Records     | ALL             |
| 2000 | Problematic        | Epitaph Records  | ALL             |
| 2001 | Live Plus One      | Epitaph Records  | Descendents ALL |
| 2004 | Cool to Be You     | Fat Wreck Chords | Descendents     |